# Округ Мауер (Минесота)
Мауер (енгл. Mower County) је округ у америчкој савезној држави Минесота.

## Демографија
По попису из 2010. године број становника је 39.163, што је 560 (1,5%) становника више него 2000. године.
| Група             | 2000.          | 2010.          |
| Белци             | 35.884 (93,0%) | 32.975 (84,2%) |
| Афроамериканци    | 215 (0,6%)     | 818 (2,1%)     |
| Азијати           | 568 (1,5%)     | 649 (1,7%)     |
| Хиспаноамериканци | 1.646 (4,3%)   | 4.138 (10,6%)  |
| Укупно            | 38.603         | 39.163         |